# Saarijärvi (sjö i Finland, Kajanaland, lat 64,80, long 28,57)
Saarijärvi är en sjö i Finland. Den ligger i kommunen Suomussalmi i landskapet Kajanaland, i den centrala delen av landet, 500 km norr om huvudstaden Helsingfors. Saarijärvi ligger 171,5 meter över havet. I omgivningarna runt Saarijärvi växer i huvudsak barrskog. Den är 8,5 meter djup. Arean är 70,5 hektar och strandlinjen är 5,49 kilometer lång. Sjön  ingår i Uleälvens huvudavrinningsområde. 